# Fronteira Arábia Saudita–Jordânia
A fronteira entre Arábia Saudita e Jordânia é a linha que limita os territórios da Arábia Saudita e da Jordânia.
De oeste para leste, a fronteira inicia-se na costa oriental do Golfo de Aqaba, e segue segundo longos trechos retilíneos até à tríplice fronteira de ambos os países com o Iraque.
Separa as províncias jordanianas de Mafraque, Zarga, Amã, Maã das províncias sauditas de Fronteira do Norte, Jaufe, Tabuque.
O trecho em ziguezague da fronteira é conhecido como "soluço de Churchill" ou "espirro de Churchill", alegadamente porque Winston Churchill teria desenhado a fronteira à mão sobre um mapa.

## História
Oficialmente, as fronteiras foram fixadas por uma série de acordos entre o Reino Unido (então responsável pelo Mandato da Palestina) e o governo do que viria a ser a Arábia Saudita, e formalmente definidas pelo acordo de Hadda de 2 de novembro de 1925.
Em 1965, Jordânia e Arábia Saudita assinaram um acordo bilateral que realinhava e redefinia a fronteira. Isso levou a uma troca de territórios, enquanto a costa jordaniana no Golfo de Aqaba foi alongada em aproximadamente dezoito quilômetros.